# 老地方
《老地方》是台湾歌手任賢齊的流行音樂專輯，於2006年2月27日正式發行。該專輯是任賢齊加入EMI之後發行的首張個人專輯。

## 曲目
1. 戲迷
2. 約定藍天
3. 老地方
4. 好時代
5. 愛傷了
6. 外婆橋
7. 天生註定
8. 秋天來了
9. 我就在你身邊
10. 想飛

## 備註
中國版和香港版附贈寫真集